# Campanha de Pompeu contra os piratas
A Guerra dos Piratas foi a fase final das campanhas conduzidas pela República Romana contra os piratas que infestaram as costas do leste do Mediterrâneo e danificaram as províncias romanas orientais.
Investido de poderes pró-consulares, por três anos, sobre todo o Mediterrâneo e costas adjacentes (Lex Gabinia), em 67 a.C., Pompeu limpou a zona ocidental em 40 dias e em 49 dias venceu os piratas cilícios.
Surgiu assim a Lex Gabina, que outorgava a um magistrado, durante três anos, o comando supremo das costas até 50 milhas, com o direito de recrutar ele mesmo 25 legados, armar 500 barcos e de mandá-los zarpar conforme lhe aprouvesse.
O primeiro destes magistrados foi Pompeu que, para começar, dispôs de 270 embarcações e de 120 000 homens. A sua acção reverteu num êxito total, em três meses capturou 846 embarcações, destruiu 120 bases, matou 10 000 piratas e aprisionou 20 000. Pompeu, conhecido pelo epíteto de "Pacificador dos Mares", foi aclamado pelo povo de Roma.[carece de fontes?]